# Tipula octopunctata
Tipula octopunctata är en tvåvingeart som först beskrevs av Carl Peter Thunberg 1784.  Tipula octopunctata ingår i släktet Tipula, ordningen tvåvingar, klassen egentliga insekter, fylumet leddjur och riket djur. Inga underarter finns listade i Catalogue of Life.